# Bandera de Costa Rica
La Bandera de Costa Rica fue creada el 29 de septiembre de 1848 junto con el Escudo Nacional. La tradición establece que la concepción y diseño de la actual bandera, vigente desde ese año, correspondió a Doña Pacífica Fernández Oreamuno, esposa del primer presidente de Costa Rica, José María Castro Madriz, fue
inspirada en la bandera de Francia.
La bandera es tricolor por medio de cinco franjas colocadas horizontalmente, una roja en el centro comprendida entre dos blancas, a cada una de las cuales sigue una azul. El ancho de cada faja es la sexta parte del de la bandera, excepto la roja que es de dos sextas.
El Pabellón Nacional se diferencia porque centrado en la banda roja, lleva bordado sobre fondo blanco el Escudo Nacional.
Los colores representan:
- Azul,  el cielo que cubre Costa Rica.
- Blanco, representa la paz que reina en Costa Rica.
- Rojo, simboliza el esfuerzo y trabajo del pueblo costarricense, reflejado en el tono rojo de sus mejillas.

Las franjas están en una proporción 1:1:2:1:1.

## Antecedentes
Costa Rica ha cambiado de banderas desde 1786 hasta el presente. La primera fue la bandera de España decretada por Carlos III (1786-1821) En 1823, Costa Rica adoptó una bandera que era blanca con una estrella roja de seis puntas en el centro. En 1824, al adherirse a las Provincias Unidas del Centro de América, Costa Rica adoptó como tercera bandera la federal, que estaba inspirada en la bandera de Argentina y tenía tres franjas horizontales, azules la inferior y la superior y blanca la del centro.

## Banderas y escudos anteriores
1) 1823-1824 Bandera provisional usada por la provincia de Costa Rica.
La Asamblea Provincial de Costa Rica en sesión celebrada el 10 de mayo de 1823 acordó adoptar provisionalmente una bandera blanca con una estrella roja en el centro. Fue jurada el 8 de junio del mismo año. Este es el decreto creador de la bandera:

Sesión 13º- Sala de Sesiones – San José, mayo 10 de 1823. Presidida por el señor Presidente Peralta y señores supra indicados.
1º.- Habiéndose indicados varios puntos relativos al régimen político de administración de la Provincia se acordó, 1º. Que durante su actitud actual adopta provisionalmente por pabellón una bandera blanca con una estrella roja en el centro.
2º.- Que el gobierno adopte las medidas conducentes y prontas para el establecimiento de un cuño provisional de oro y plata, moneda redonda con la mayor exactitud y perfección que sea asequible igualando su peso y ley a la de Guatemala y México con el tipo o inscripción siguiente.
Por un lado, una estrella en el centro, orlada su circunferencia con esta inscripción circular Costa Rica Libre, la era vulgar y época de 
la libertad contada desde el año de 21; por el reverso una palma en el centro cruzada por una espada y un fusil con 
bayoneta y un cañón por debajo y en la orla la inscripción de su valor en pesos o reales que señalará el 
Gobierno.
3º.- Que el Gobierno adopte las medidas conducentes para la expulsión de personas que por su desafecto al sistema actual de Gobierno sean perjudiciales a la seguridad de las Provincias:- sobre definición de embargos por la renta de tabaco: sobre administración y distribución de la masa decimal  conforme a las leyes vigentes.
4º.- Que se inserte en el Estatuto un artículo especial por el que queda el Gobierno autorizado para obrar conforme a los artículos 8, 9, 11, 12 y 14 de la acta de dos de septiembre del año próximo pasado de 22, y con respecto al estado actual y de absoluta libertad de la Provincia. 

Se levantaron las sesiones. – Peralta, Pte. –Vidal, Srio.

(Actas de la Asamblea Provincial y de la Junta Gubernativa, Tomo III, 1823-1824)
2) 1823-1838 Bandera y escudo de armas usados por la provincia de Costa Rica durante el Período Federal.
Costa Rica, como parte de las Provincias Unidas del Centro de América, adoptó la bandera y el escudo de armas aprobados por la Asamblea Nacional Constituyente de Centroamérica, según decreto n.º 29 del 21 de agosto de 1823. La Bandera de las Provincias Unidas del Centro de América constaba de tres franjas horizontales: azules la superior e inferior y blanca la del centro. Este es el citado decreto:

DECRETO CREADOR DEL ESCUDO Y LA BANDERA DE LAS PROVINCIAS UNIDAS DEL CENTRO DE AMÉRICA
DECRETO No. 29
La Asamblea Nacional Constituyente de las Provincias Unidas del Centro de América, ha tenido a bien decretar y decreta: 
Artículo 1º El Escudo de Armas de las Provincias Unidas del Centro de América será un triángulo equilátero; en su base aparecerá una cordillera de cinco volcanes, sobre un terreno que se figure bañado por ambos mares; en la parte superior, un arco iris que los cubra y bajo el arco, el gorro de la libertad esparciendo luces. En torno del triángulo y en figura circular se escribirá con  letras de oro: “PROVINCIAS UNIDAS DEL CENTRO DE AMÉRICA”.
Artículo 2º Este escudo se colocará en todos los puestos y oficinas públicas sustituyéndose a las que se han usado por disposiciones de los anteriores gobiernos.
Artículo 3º El gran sello de la nación, el de la Secretaría de esta Asamblea, el de los agentes del gobierno, y tribunales de justicia, llevarán todos el mismo escudo.
Artículo 4º El pabellón nacional para los puertos y para toda clase de buques pertenecientes a este nuevo estado constará de tres fajas horizontales, azules la superior e inferior, y blanca la del centro en la cual irá dibujado el escudo que designa el artículo 1º. En los gallardetes las fajas se colocarán perpendicularmente por el orden expresado. Del mismo pabellón usarán los enviados de este gobierno a las naciones extranjeras. En los buques mercantes las banderas y gallardetes no llevarán escudo, y en la faja del centro se escribirá con letras de plata: DIOS, UNIÓN, LIBERTAD.
Artículo 5º Las banderas y estandartes de los cuerpos militares así vivos, así como de milicia provincial mientras esta subsista, se arreglarán a lo dispuesto en el artículo anterior: Sus fajas serán siempre horizontales, en la superior las palabras: DIOS, UNIÓN, LIBERTAD, y en la inferior la clase y número de cada cuerpo. En las de infantería ambas inscripciones serán con letras de oro, y en los de caballería con letras de plata.
Artículo 6º Los cuerpos de fuerza cívica dispondrán sus banderas y estandartes con arreglo a lo prevenido en el artículo setenta de la ley de diez y ocho del corriente.
Artículo 7º Al comunicarle este decreto al gobierno se le acompañarán diseños del blasón y pabellón nacionales para la más fácil inteligencia de cuanto queda prevenido:
Comuníquese al Supremo Poder Ejecutivo para su cumplimiento, y que lo haga imprimir, publicar y circular. Dado en Guatemala a 21 de agosto de 1823 – José Barrundia: Diputado Presidente – Mariano Gálvez: Diputado Secretario – Mariano de Córdoba: Diputado Secretario – Al Supremo Poder Ejecutivo.
Por tanto mandamos se guarde, cumpla y ejecuten todas sus partes.
Lo tendrá entendido el Secretario del despacho, y hará se imprima, publique y circule. Palacio Nacional de Guatemala 3 de octubre de 1823 – Antonio Rivera: Presidente – Pedro Molina – Juan Vicente Villacorta. Al ciudadano Manuel Julián Ibarra.

Y de orden del Supremo Poder Ejecutivo lo inserto a V. para su inteligencia y fines consiguientes: Dios, Unión, Libertad, Palacio Nacional de Guatemala 3 de octubre de 1823. M. Julián Ibarra.

3) 1824-1840 Bandera y escudo de armas del Estado Libre de Costa Rica.
El Congreso Constituyente del Estado Libre de Costa Rica instalado en San José emitió el Decreto XV que crea el primer escudo de armas, con fecha 2 de noviembre de 1824. Con la participación de Costa Rica, se emitió el 22 de noviembre de 1824 la Constitución Federal, cada estado debía decretar sus carta particular y Costa Rica emitió la suya el 22 de junio de 1825. 

DECRETO XV
El Jefe Supremo del Estado Libre de Costa Rica. Por cuanto el Congreso Constituyente del mismo Estado me ha dirigido el decreto que sigue.
El Congreso Constituyente del Estado Libre de Costa Rica. Considerando que las armas particulares del Estado que hasta ahora se han usado no tienen aquella propiedad que debieran, ha tenido bien decretar y,
DECRETA:
1º.- El Escudo de armas del Estado será un círculo de cordilleras de volcanes denotando su posición y seguridad; en el centro aparecerá un brazo y una tetilla izquierda descubiertos en señal de que sus habitantes entregan su corazón a sus hermanos y consagran su brazo en defensa de la Patria. En torno del círculo se escribirá ESTADO LIBRE DE COSTA RICA. 
2º.- Este escudo se colocará en todos los puestos y oficinas públicas bajo las armas de la República.
3º.- Él será el sello del Estado, el del Congreso, el del Gobierno, y tribunales a quienes corresponda su uso.
4º.- Se colocará igualmente en las banderas y estandartes de los cuerpos militares así vivos, como de milicia provincial, y cívica en la inferior de las fajas.  
Comuníquese al Jefe Supremo del Estado, para su ejecución, publicación y circulación. San José octubre veintisiete de mil ochocientos veinticuatro – Agustín Gutiérrez Lizaursabal Diputado Presidente. – Manuel Aguilar Diputado Secretario. – Manuel Alvarado Diputado Secretario. – Al Jefe Supremo del Estado.

Por tanto: guárdese, y ejecútese exactamente en todas sus partes, y al intento el Secretario del despacho lo haga publicar y circular. San José dos de noviembre de mil ochocientos veinticuatro. – Juan Mora. – Al Ciudadano José María Peralta.

El Estado Libre de Costa Rica, separado de la Federación en noviembre de 1838, continuó usando hasta 1840 la bandera y el escudo de armas promulgados el 21 de agosto de 1823 y el primer escudo nacional aprobado el 2 de noviembre de 1824.
4) 1840-1842 Bandera y escudo de armas del Estado Libre de Costa Rica.
Dos años después de separarse el país de la Federación fueron decretados una nueva bandera y un nuevo escudo el 21 de abril de 1840. Estos símbolos estuvieron vigentes hasta la caída del gobierno del Licenciado Braulio Carrillo Colina.

DECRETO XVI
Designa el escudo de Armas, y el Pabellón del Estado.
El Jefe Supremo del Estado Soberano de Costa Rica
Considerando, que disueltos los lazos federativos que unieron este Estado a los demás de Centro-América, y recobrada su soberanía, es ya impropio el uso del pabellón y armas Nacionales y de conformidad con el dictamen del Consejo Representativo, decreta.  
Art. 1º.- El escudo de armas del Estado será una estrella radiante, colocada en el centro de un círculo de fondo celeste y con la inscripción a la circunferencia de Estado Libre de Costa Rica.    
Art. 2º.- El pabellón del Estado constará de tres fajas horizontales, blancas la superior e inferior, y azul celeste la del centro, en la cual irá dibujado el escudo; los gallardetes tendrán blanca también en la extremidad interior de la faja azul. Las banderas y gallardetes de buques mercantes no llevaran escudo, sino tendrían escrita con letra de plata en la faja del centro la inscripción de Estado Libre de Costa Rica. Las banderas y estandartes de los Cuerpos Militares tendrían a más de escudo en la forma prevenida, la clase y número de cada Cuerpo, escrita en la faja superior con letras de oro los de Infantería y de plata los de Caballería.   

Art. 3º.- El gran sello del Estado, el del Gobierno, el de sus agentes, y la moneda de cualquier tamaño y metal llevarán el mismo escudo; y se colocará también en todas las oficinas públicas. Los destinados a sellar el papel contendrán la estrella al centro, y expresarán en la circunferencia la clase y valor del pliego. - Dado en la ciudad de San José, a los veintiun días del mes de abril de mil ochocientos cuarenta.- Braulio Carrillo.- Al Secretario general del Despacho.

A la caída del poder del Licenciado Braulio Carrillo Colina, se volvieron a usar los símbolos de la Federación, junto con el primer escudo de armas del Estado Libre de Costa Rica, hasta el año de 1848.

## Leyes y Decretos

### Creación
El Decreto número 147 del 29 de septiembre de 1848, -dado durante la administración del Doctor José María Castro Madriz- creó la actual Bandera Nacional junto con el Escudo Nacional; el texto completo del Decreto es el siguiente:

DECRETO CXLVII
DESIGNA CUALES DEBEN SER EL PABELLÓN NACIONAL Y EL ESCUDO DE ARMAS DE LA REPÚBLICA
No. 26
El General Presidente de la República de Costa Rica:
Por cuanto el Excelentísimo Poder Legislativo ha decretado lo siguiente:
El Excelentísimo Congreso Constitucional de la República de Costa Rica, decreta:
Art. 1º.- El Pabellón Nacional de la República será tricolor por medio de cinco franjas colocadas horizontalmente, en esta forma: una faja roja ocupará el centro que será comprendido entre dos blancas, a cada una de las cuales le seguirá una azul. El ancho de cada una de estas fajas laterales será la sexta parte del que se dé a toda la bandera, y dos sextas el que corresponda a la faja roja en cuyo centro deberá estar bordado sobre fondo blanco el Escudo de Armas de la República. 
Art. 2º.- Usarán del Pabellón designado en el artículo precedente, los cuerpos de milicias de la República, los Ministros y Cónsules acreditados en el extranjero, los Capitanes de puerto y los buques de guerra y mercante; más el de estos últimos no deberá llevar escudo alguno. 
Art. 3º.- El Escudo de Armas será colocado entre trofeos de guerra y representará tres volcanes y un extenso valle entre dos océanos, navegando en cada uno de ellos un buque mercante. Al extremo izquierdo de la línea superior que marca el horizonte se representará un sol naciente. Cerrarán el Escudo dos palmas de mirto medio cubiertas con un listón ancho que los une, el cual será blanco y contendrá en letras de oro esta leyenda: “REPÚBLICA DE COSTA RICA”; el campo que queda en la cima de los volcanes y las palmas de mirto, lo ocuparán cinco estrellas de igual magnitud y colocada en figura de arco, simbolizando los cinco Departamentos de la República. El remate del Escudo será un listón azul, enlazado en forma de corona, sobre el cual habrá en letras de plata esta leyenda “AMÉRICA CENTRAL”.
Art. 4º.- Este Escudo se colocará en todos los puestos y oficinas públicas, sustituyendo a los que actualmente se usan por disposiciones anteriores. 
Art. 5º.- El gran sello de la República, el de la Secretaría del Congreso, los del Ejecutivo y sus agentes y los de los Tribunales de Justicia y demás funcionarios que los tengan llevarán todos el mismo escudo. 
Art. 6º.- La moneda de la República se sellará por el anverso con el escudo descrito en el artículo 3º debiendo ser en la orla de dicha moneda la leyenda “REPÚBLICA DE COSTA RICA” junto con la fecha del año respectivo. Por el reverso la de oro contendrá en el centro la figura de una india en pie armada de arcos, carcaj y flechas, y descansando sobre el brazo izquierdo apoyada en un pedestal que contenga esta inscripción “15 DE SETIEMBRE DE 1821”. La de plata contendrá un árbol de encina sobre un terreno figurado: y la orla del reverso de todas las monedas, sea de oro o plata, tendrá este título “AMÉRICA CENTRAL”, junto con el nombre del ensayador, en iniciales, el valor correspondiente de la pieza y sus respectiva ley. – Al Poder Ejecutivo.     
Dado en la ciudad de San José a los veintiocho días del mes de septiembre de mil ochocientos cuarenta y ocho. – Nazario Toledo, Diputado Vicepresidente accidental. – Telésforo Peralta, Diputado Secretario accidental. – Santiago Fernández, Diputado Secretario.

Por tanto: Ejecútese. San José septiembre veintinueve de mil ochocientos cuarenta y ocho. – José María Castro. – El Ministro de Relaciones y Gobernación, Joaquín Bernardo Calvo.

Sobre el día del Pabellón Nacional: la ley número 768 del 25 de noviembre de 1949 decreta:

•	Artículo 1.- Institúyase el 12 de noviembre de cada año “Día del Pabellón Nacional”.

Esto por cuanto fue el 12 de noviembre de 1848 cuando se izó por primera vez el Pabellón Nacional en la Plaza Mayor de San José (actual Parque Central) según el considerando número 2 de esta misma ley 768 del 25 de noviembre de 1949.

### Medidas
En lo referente a las medidas que debe tener la Bandera, la Ley número 60 del 13 de junio de 1934 dice en los siguientes artículos:

•	Artículo 4.- El pabellón que se izará en los edificios públicos que indica el articulo 2, medirá dos metros de largo por un metro, veinte centímetros de ancho y llevará estampado en colores el Escudo de Armas de la República, en la faja roja, dentro de una elipse blanca de treinta centímetros de ancho en su eje mayor por veinte en el menor, cuyo centro quedará a sesenta centímetros  del extremo del pabellón sujeto al asta.

•	Artículo 7.- La bandera de los barcos de guerra y de los buques fiscales será en un todo igual a la que prescribe el articulo cuarto.

•	Artículo 8.- La de los botes de las Capitanías de Puerto tendrá un metro de largo por sesenta centímetros de ancho. La elipse blanca será de quince centímetros en su eje mayor por diez en el menor y su centro debe quedar a treinta y cinco centímetros del extremo de la bandera sujeta al asta.

### Uso y prohibiciones
Con respecto a la prohibición en el uso de la bandera, la Ley 18 del 27 de noviembre de 1906 dice:

•	Artículo 3.- Los particulares no podrán, en ningún caso, enarbolar el Pabellón Nacional. Podrán, si, en días de fiesta civil y en ocasiones especiales, adornar sus casas con banderolas de la forma y colores nacionales.

En cuanto al uso de la Bandera la ley número 60 del 13 de junio de 1934 aclara :

•	Artículo 2.- Usarán el Pabellón Nacional los cuerpos militares, los buques de guerra, los fiscales y los mercantes, y los botes de las capitanías de puerto. 

Se izará además los días que el Poder Ejecutivo designe, en las residencias del Presidente de la República, del Congreso Constitucional y de la Corte Suprema de Justicia, en los Edificios en que se halle el despacho oficial de las Secretarias de Estado, las Gobernaciones de provincia, las Municipalidades y las Capitanías de puerto, y en las fortalezas, los cuarteles de armas y los campamentos militares.

Podrá enarbolarse también en las Legaciones y Consulados de la República en el exterior, y en los establecimientos de enseñanza en la ocasión de celebraciones escolares.

También la Ley número 5948 del 29 de octubre de 1976 sobre el uso se refiere de la siguiente forma: 

•Artículo 1-. Reformase el artículo 12 de la Ley número 18 de 27 de noviembre de 1906 y sus reformas para que se lea así:
•Artículo 12.- Solamente podrán usar el Escudo Nacional, en el membrete de sus correspondencia oficial, los miembros de los Supremos Poderes, el Presidente del Tribunal Supremo de Elecciones, los embajadores y cónsules de la República.
Solo los miembros de los Supremos Poderes podrán usar, en sus vehículos, placas con la Bandera Nacional y únicamente los Presidentes de los tres Poderes podrán usar el escudo nacional en las placas de sus automoviles, siempre que éstos sean propiedad del Estado."

En cuanto a los honores que se deben rendir a la Bandera, la ley número 18 del 27 de noviembre de 1906 especifica:

•Artículo 10.- Los honores al Pabellón Nacional serán, para el servicio militar, los que establezca la ordenanza militar. 
Los particulares, que sean ciudadanos de la República, deberán saludar la bandera al pasar un cuerpo militar con ella desplegada.

## Cronología

Propuesta de bandera (1823)
Bandera de Costa Rica[2] (6 de junio de 1823 al 4 de marzo de 1824)
Pabellón de las Provincias Unidas del Centro de América (1823-1824)
Bandera de la Provincia de Costa Rica (1824)
Pabellón de la República Federal de Centro América (1824-1839)
Bandera del Estado Libre de Costa Rica (1824-1840)
Bandera del Estado Libre de Costa Rica (1840-1842)
Bandera del Estado Libre de Costa Rica (1842-1848)
Bandera de la República de Costa Rica (29 de septiembre de 1848-27 de noviembre de 1906)
Bandera de la República de Costa Rica (27 de noviembre de 1906-21 de octubre de 1964)
Bandera de República de Costa Rica (21 de octubre de 1964-5 de mayo de 1998)

## Banderas similares

Bandera de Corea del Norte
Bandera de Tailandia
Bandera de Cabo Verde
Bandera de la Ocupación aliada de Alemania
Bandera de Nicaragua 1889-1893
Bandera de Guatemala 1858-1871